# Liane Foly
Liane Foly (Lyon 7. kerülete, 1962. december 16. –) francia dzsesszénekesnő.

## Pályafutása
Szülei – francia algériaik – 1962-ben hazaköltöztek Franciaországba, Lyonba. Liane Foly ötéves gyerekként már táncolt. Tizenkétévesen szülei Black and White zenekarában énekelt. A fivére, Philippe dobolt, a nővére Corinne zongorázott.
Később éjszakai klubokban és bárokban énekelt. A blues, a dzsessz iránti vonzalma ekkor alakult ki.
Nyelveket tanult, franciául és angolul is beszél és énekel.
1984-ben Philippe Viennet és André Manoukian  felajánlotta, hogy írnak és felvesznek neki egy demót. 1987-ben Párizsban találkozott Fabrice Nataffal, a Virgin France művészeti vezetőjével, aki elindította karrierjét. 1986-ban vette fel a Liane Foly nevet. 1988-ban adta ki első albumát, a The Man I Love címmel. Ezzel kereskedelmi sikert aratott, a toplistán legjobb 50-be került. Ugyanebben az évben Párizsban színpadra lépett vele.
1997-es albuma, a Caméléon volt az első albuma André Manoukian nélkül. Ezt Philippe Viennet készítette. A francia közönség az albumot szinte észre se vette. Nagyobb siker volt a 2000-ben megjelent Entre nous.
A testvére, Philippe Falliex, televíziós és rádiós műsorokhoz ír zenét, számos dalát komponálta dobosként is kíséri a színpadon.

## Albumok
- 1985: Besoin de toi
- 1988: The Man I Love
- 1990: Rêve orange
- 1993: Les Petites Notes, also recorded in English as Sweet Mystery
- 1996: Lumières (live)
- 1997: Caméléon, recorded in Los Angeles
- 1999: Acoustique
- 2000: Entre nous
- 2002: Au fur et à mesure (best of)
- 2004: La chanteuse de bal
- 2005: Une étoile dort (recorded live at the Casino de Paris)
- 2008: Le goût du désir
- 2016: Crooneuse

## Filmográfia
| Év   | Filmcím                    | Szerep                     | Rendező              | Megjegyzés  |
| ---- | -------------------------- | -------------------------- | -------------------- | ----------- |
| 1995 | Zadoc et le bonheur        | Rose                       | Pierre-Henry Salfati |             |
| 2005 | La battante                | Cathy Rolland              | Didier Albert        | tévéfilm    |
| 2006 | Navarro                    | Claude Derval              | Philippe Davin       | tévésorozat |
| 2007 | Could This Be Love?        | Jeanne Larozière           | Pierre Jolivet       |             |
| 2009 | La liste                   | Anita Hochet               | Christian Faure      | tévéfilm    |
| 2009 | R.I.S, police scientifique | Monica Verone              | Christophe Barbier   | tévésorozat |
| 2010 | What War May Bring         | The singer                 | Claude Lelouch       |             |
| 2010 | À 10 minutes de la plage   | Rita                       | Stéphane Kappes      | tévéfilm    |
| 2010 | Josephine, Guardian Angel  | Laura Calle                | Philippe Monnier     | tévésorozat |
| 2014 | Ligne de mire              | Aline Delmas               | Nicolas Herdt        | tévéfilm    |
| 2017 | Everyone's Life            | Eugénie Flora / Nini Jazzy | Claude Lelouch       |             |

* Liane Foly az IMDb-n

## Fordítás
Ez a szócikk részben vagy egészben  a   Liane Foly című angol Wikipédia-szócikk ezen változatának fordításán alapul.  Az eredeti cikk szerkesztőit annak laptörténete sorolja fel. Ez a jelzés csupán a megfogalmazás eredetét és a szerzői jogokat jelzi, nem szolgál a cikkben szereplő információk forrásmegjelöléseként.